# Dobry (powieść)
Dobry – powieść Waldemara Łysiaka wydana po raz pierwszy w 1990 roku przez wydawnictwo "Officina". Napisana w latach 1984–86, przeznaczona początkowo do publikacji w rodzimym "drugim obiegu". Dwaj przyjaciele autora, dr Andrzej Koryń z Polskiej Akademii Nauk i dr Władysław Gajowniczek z Kliniki Chirurgii Onkologicznej Szpitala Grochowskiego, po przeczytaniu maszynopisu zwrócili Łysiakowi uwagę, że ze względu na możliwą infiltrację wydawnictw drugoobiegowych przez SB lepiej byłoby najpierw wydać "Dobrego" na Zachodzie. W efekcie Łysiak zdecydował się na wydawnictwo kanadyjskie. Gdy z Kanady przyjechał po powieść przedstawiciel wydawnictwa, okazało się, że po "Dobrym" nie ma śladu: zniknął rękopis, maszynopis, obie kopie i nawet teczka z notatkami. Fakt, że bezpośrednim sprawcą zniknięcia książki był członek najbliższej rodziny Łysiaka, sprawił autorowi większy ból niż utrata plonu jego kilkuletniej pracy. Dopiero po roku 1989 "nieznajomy dobroczyńca" zaproponował Łysiakowi sekretne kupno "Dobrego" i autor za dużą sumę kupił jedną kopię maszynopisu swojej własnej powieści. Dzięki temu powieść mogła się ukazać drukiem w roku 1990.
Wydanie pierwsze ukazało się jeszcze z ingerencjami cenzury komunistycznej – w rozdziale XI w czterech miejscach fragmenty tekstu zastąpiono przypiskiem: [- - -] [Ustawa z dnia 31 lipca 1981 roku o kontroli publikacji i widowisk, artykuł 2 punkt 3 (Dziennik Ustaw nr 20, pozycja 99. zmiany: 1983; Dziennik Ustaw nr 44, pozycja 204)]
"Dobry" stanowi pierwszą część trylogii heroiczno-łotrzykowskiej, choć została wydana jako druga. (Patrz hasło Konkwista).  Napisana jako powieść sensacyjna (tytuł to aluzja do Złego Tyrmanda), częściowo tzw. kminą – językiem świata warszawskich gangów.
Książka nie jest do końca tekstem realistycznym, zdarzają się w nim fragmenty fantasmagoryczne, odrealnione (pobyt Fokstrota w niemieckim obozie koncentracyjnym, wizyta Karśnickiego u Basi, ostatni rozdział).

## Bohaterowie
- Stefan Karśnicki "Książę"
- Józef Glinka "Fokstrot"
- Heldbaum "Petro"
- "Dżek"
- "Ogień"
- "Dobry"
- Bolo "Baletmistrz"

## Treść utworu
Akcja umiejscowiona jest w środowisku kryminalnego podziemia na warszawskiej Pradze przełomu lat 70. i 80. XX wieku. Narratorem jest Józef Glinka "Fokstrot". Jest on świadkiem dziwnego zajścia – pewien niepozorny człowiek stosując technikę karate, powala trzynastu bandziorów. Gdy jeden z nich próbuje zastrzelić karatekę, Fokstrot odruchowo ratuje tamtemu życie, sam zostając ranny. Trafia do szpitala, po opuszczeniu którego grozi mu zemsta "półświatka". Przed wyjściem zostaje przechwycony przez tajemniczego starszego człowieka, obaj zaś dostają się w ręce ludzi Stefana Karśnickiego – tego, któremu Fokstrot uratował życie. Człowiek, który odebrał  "Fokstrota" ze szpitala przedstawia się jako Mieczysław Heldbaum "Petro", były "wydziedziczony" boss praskiego półświatka, erudyta i cynik. Petro proponuje Karśnickiemu układ – Stefan przejmie władzę nad podziemiem kryminalnym Pragi, Heldbaum zaś pomoże mu dokonać zemsty na ludziach, którzy kilkanaście lat temu zgwałcili jego dziewczynę. Zaczyna się akcja opisująca kulisy funkcjonowania półświatka warszawskiego i służb PRL.